# Grésigny-Sainte-Reine
Grésigny-Sainte-Reine is een gemeente in het Franse departement Côte-d'Or (regio Bourgogne-Franche-Comté) en telt 153 inwoners (1999). De plaats maakt deel uit van het arrondissement Montbard.

## Geografie
De oppervlakte van Grésigny-Sainte-Reine bedraagt 6,9 km², de bevolkingsdichtheid is 22,2 inwoners per km².
De onderstaande kaart toont de ligging van Grésigny-Sainte-Reine met de belangrijkste infrastructuur en aangrenzende gemeenten.

## Demografie
Onderstaande figuur toont het verloop van het inwonertal (bron: INSEE-tellingen).